# 基普努克 (阿拉斯加州)
基普努克（英語：Kipnuk）是位於美國阿拉斯加州貝塞爾人口普查區的一個非建制地區和人口普查指定地區。根據2010年美國人口普查，該地人口為639人，而該地的面積約為50.80平方千米。

## 地理
基普努克的座標為59°56′15″N 164°02′38″W / 59.93750°N 164.04389°W，而該地的平均海拔高度為3米（即11英尺）。